# Bisdom Novigrad
Bisdom Novigrad (Latijn: Dioecesis Aemoniensis seu Civitatis Novae) is een voormalig rooms-katholiek bisdom in het huidige Kroatië dat is opgeheven in 1831.
Het bisdom is gesticht in de Romeinse stad Emona in het huidige Slovenië. Een bisschop wordt voor het eerst vermeld in 381. Het bisdom behoorde tot de kerkprovincie van het patriarchaat Aquileja.
In 452 is de stad door de Hunnen verwoest en de bewoners die het hebben overleefd zijn naar het zuiden gevlucht en hebben in het huidige Kroatië een nieuwe stad (met bisdom) gesticht onder de naam Cittanova (Kroatisch: Novigrad).
Een pauselijk besluit van 1206 om het bisdom te verenigen met het bisdom Koper is nooit ten uitvoer gekomen. In 1272 werd het een suffragaanbisdom van het patriarchaat Grado. In 1434 werd het bisdom verenigd met het bisdom Parenzo om in 1448 over te gaan naar het patriarchaat Grado en in 1451 naar het patriarchaat Venetië. In 1466 werd het hersteld als zelfstandig bisdom binnen de kerkprovincie Venetië. In 1828 besloot de paus het bisdom op te heffen en, na de dood van de laatste bisschop, bij het bisdom Triëst-Koper te voegen. Dit gebeurde in 1831.
Nadat het gebied van het voormalige bisdom na de Tweede Wereldoorlog in 1945 van Italië aan Joegoslavië was gekomen werd het gebied in 1977 van het bisdom Triëst overgedragen aan het bisdom Poreč-Pula.